# دون كوستيلو
دون كوستيلو (بالإنجليزية: Don Costello)‏ مواليد 5 سبتمبر 1901 في نيو أورلينز، الولايات المتحدة - الوفاة 24 أكتوبر 1945 في هوليوود، الولايات المتحدة، هو ممثل أمريكي بدأ مسيرته الفنية سنة 1929.

## الأعمال
- ها قد أتى السيد جوردان
- جوني إيجر

## روابط خارجية
- دون كوستيلو على موقع IMDb (الإنجليزية)
- دون كوستيلو على موقع قاعدة بيانات برودواي على الإنترنت (الإنجليزية)
- دون كوستيلو على موقع قاعدة بيانات برودواي على الإنترنت (الإنجليزية)
- دون كوستيلو على موقع قاعدة بيانات الفيلم (الإنجليزية)